# Migdolus thulanus
Migdolus thulanus är en skalbaggsart som först beskrevs av Auguste Lameere 1902.  Migdolus thulanus ingår i släktet Migdolus och familjen långhorningar. Inga underarter finns listade i Catalogue of Life.